# Another Life (álbum)
Another Life —en español: “Otra vida”—  es el cuarto álbum de estudio de la boyband estadounidense Big Time Rush. Su lanzamiento estaba programado para el 9 de junio de 2023, pero debido a la alta demanda del álbum, se decidió adelantar su lanzamiento al 2 de junio de 2023. Es el primer álbum de estudio lanzado por la agrupación en una década desde el lanzamiento de su tercer álbum de estudio 24/Seven en 2013. También es el primer álbum del grupo en ser lanzado bajo su propio sello discográfico independiente Bought The Rights LLC y BMG.

## Antecedentes
Tras un parón de siete años, Big Time Rush anunció que se reunirían para dos actuaciones en Nueva York y Chicago en diciembre de 2021. Poco antes de estas actuaciones, la banda lanzó su primer sencillo en más de ocho años, "Call It Like I See It". A este lanzamiento le sucedieron varios sencillos independientes en 2022, incluyendo "Not Giving You Up", "Fall", "Honey", "Dale Pa' Ya" con el artista dominicano Maffio, y una regrabación de "Paralyzed". Estos sencillos fueron promocionados por la primera gira de la banda en ocho años, el Forever Tour.

## Lanzamiento y promoción
El 4 de abril de 2023, la banda anunció la fecha de lanzamiento de un nuevo sencillo el 3 de mayo de 2023, seguido del lanzamiento de su cuarto álbum de estudio el 9 de junio de 2023. La lista de canciones completa se reveló el 30 de abril de 2023, confirmando que el álbum se titularía Another Life. Los pedidos anticipados del álbum estuvieron disponibles el 3 de mayo de 2023, junto con el lanzamiento de otro nuevo sencillo y la revelación de la carátula oficial del álbum.
El 5 de mayo de 2023, la banda anunció que Another Life saldría a la venta una semana antes, el 2 de junio de 2023, coincidiendo con su actuación en Today como parte del Citi Summer Concert Series de 2023. Posteriormente, el álbum fue lanzado en CD y LP el 18 de agosto de 2023 y el 22 de septiembre de 2023 respectivamente en todo el mundo. 
La banda anunció más tarde que una edición de lujo del álbum será lanzada el 10 de noviembre de 2023. Esta versión del álbum incluirá tres nuevas canciones, una versión acústica de "Weekends", y una regrabación de una canción inédita "Shot in the Dark", que fue presentada previamente en la serie de televisión de la banda.

### Sencillos
"Can't Get Enough" fue lanzado el 6 de febrero de 2023 como sencillo principal del álbum junto a una actuación de la canción en el Today Show y el anuncio de la gira Can't Get Enough Tour.
El segundo sencillo, "Waves", se lanzó el 3 de mayo de 2023 junto con los pedidos anticipados del álbum, y ese mismo día se publicó un vídeo musical.
El tercer sencillo, "Weekends", fue lanzado el 24 de octubre de 2023 junto con el anuncio de la edición de lujo del álbum. El lanzamiento fue acompañado por un video musical, y una versión acústica está previsto que se incluya en la edición de lujo.

## Recepción Crítica
Vera Maksymiuk, de Riff Magazine, hizo una crítica mixta del álbum. Calificó el disco de "álbum veraniego divertido, fresco y agradable". Describió el primer tema, "Can't Get Enough", como una canción que "suena como un cruce entre el material más reciente de Jonas Brothers y One Direction". Temas como "I Just Want To (Party All the Time)", fueron descritos como "canciones pop tradicionales sobre el amor, la nostalgia y la fiesta". También calificó el tema final "Another Life", "posiblemente el más profundo de todo el disco". Terminó afirmando: "Aunque Big Time Rush deja atrás la mayor parte del sonido bubblegum pop de años anteriores en Another Life, este álbum no es una inmersión filosófica en las complejidades de la psique humana".

## Lista de Canciones
| Edición Estándar |                                       | |                                    |          |  |
| N.º              | Título                                | Escritor(es) | Productor(es)                      | Duración |  |
| 1.               | «Can't Get Enough»                    | Kendall Schmidt, Logan Henderson, James Maslow, Carlos PenaVega, Adam Korbesmeyer, Candace Sosa                               | Cut&Dry                            | 3:26     |  |
| 2.               | «Waves»                               | Kendall Schmidt, Logan Henderson, James Maslow, Carlos PenaVega, Will Ventres, Tyler Shamy                                    | Will Ventres                       | 3:14     |  |
| 3.               | «I Just Want To (Party All The Time)» | Kendall Schmidt, Logan Henderson, James Maslow, Carlos PenaVega, James Johnson, Nicholas Furlong, Spencer Nezey, Will Ventres | Nicholas Furlong, Will Ventres     | 2:51     |  |
| 4.               | «Weekends»                            | Kendall Schmidt, Logan Henderson, James Maslow, Carlos PenaVega, Josh Gabbard, Will Ventres, Bryan Todd                       | Bryan Todd, Will Ventres           | 3:05     |  |
| 5.               | «Work For It»                         | Kendall Schmidt, Logan Henderson, James Maslow, Carlos PenaVega, Adam Korbesmeyer, Candace Sosa                               | Adam Korbesmeyer                   | 2:34     |  |
| 6.               | «Forget You Now»                      | Logan Henderson, Kendall Schmidt, James Maslow, Carlos PenaVega, Maffio, Nicholas Furlong, Will Ventres                       | Maffio, Will Ventres               | 3:16     |  |
| 7.               | «Brand New»                           | Kendall Schmidt, Logan Henderson, James Maslow, Carlos PenaVega, Adam Korbesmeyer, Candace Sosa, Sophie Rose                  | Adam Korbesmeyer                   | 3:37     |  |
| 8.               | «Ask You Tonight»                     | Kendall Schmidt, Logan Henderson, James Maslow, Carlos PenaVega, Josh Gabbard, Adam Korbesmeyer, Bryan Todd, Nicholas Furlong | Bryan Todd, Adam Korbesmeyer       | 3:00     |  |
| 9.               | «Superstitious»                       | Kendall Schmidt, Logan Henderson, James Maslow, Carlos PenaVega, Will Ventres                                                 | Will Ventres                       | 3:14     |  |
| 10.              | «Another Life»                        | Kendall Schmidt, Logan Henderson, James Maslow, Carlos PenaVega, Adam Korbesmeyer, Adam Amezaga, Nicholas Furlong             | Nicholas Furlong, Adam Korbesmeyer | 2:32     |  |
| 30:50            |                                       | |                                    |          |  |

| Deluxe edition |                       |             |          |  |
| N.º            | Título                | Producer(s) | Duración |  |
| 11.            | «Shot in the Dark»    | Ventres     | 3:10     |  |
| 12.            | «Learn to Love»       | Cut&Dry     | 2:34     |  |
| 13.            | «Dreamworld»          | Bryan Todd  | 2:47     |  |
| 14.            | «Your Way»            | Korbesmeyer | 2:41     |  |
| 15.            | «Weekends» (acoustic) | Bryan Todd  | 3:10     |  |
| 45:12          |                       |             |          |  |

## Charts
| Chart (2023)                                          | Peak position |
| ----------------------------------------------------- | ------------- |
| Estados Unidos (Top Current Albums Sales) (Billboard) | 15            |

## Créditos y Personal
Créditos adaptados de Discogs
Big Time Rush (todos los temas)
- Logan Henderson - voz
- James Maslow - voz
- Carlos PenaVega - voz
- Kendall Schmidt - voz (todos los temas), teclados (7) productor (1, 5, 7 & 10)

- Coros - Candace Sosa (pistas: 7)
- Coros, compuesto por - Sophie Rose Abrams (pistas: 7)
- Bajo - Adam Korbesmeyer (pistas: 1)
- Compuesto por - Candace Sosa (pistas: 5 & 7), Carlos Ariel Peralta (pistas: 6), Carlos Pena (pistas: 1), James Johnson (pistas: 3), Jean Carlos* (pistas: 6), Josh Gabbard (pistas: 4 & 8), Nicholas Furlong (pistas: 3, 6, 8 & 10), Tyler Shamy (pistas: 2)
- Compuesto por, Guitarra - Adam Amezaga (pistas: 10)
- Compuesto por, Productor - Will Ventres (pistas: 2, 3, 4, 6 & 9)
- Composición, Producción, Batería, Programación - Adam Korbesmeyer (pistas: 1, 5, 7, 8 & 10)
- Compuesto por, Productor, Programado por - Bryan Todd (pistas: 4 & 8)
- Composición, Saxofón - Spencer Nezey (pistas: 3)
- Compuesto Por, Vocales - Carlos PenaVega*, James Maslow, Kendall Schmidt, Logan Henderson
- Ingeniero - Nathan Phillips (pistas: 1), Nathan Phillips (pistas: 2), Randy Merrill
- Guitarra - Adam Korbesmeyer (pistas: 1 y 7), Homero Gallardo (pistas: 6 y 9), Jonathan Martin Berry* (pistas: 4 y 8)
- Teclados - Adam Korbesmeyer (pistas: 5, 8 & 10), Kendall Schmidt (pistas: 7)
- Teclados, coros - Nick Furlong*
- Mezclado por - Nathan Phillips (pistas: 2, 3, 4, 5, 6, 7, 8, 9 & 10)
- Productor - Maffio* (pistas: 6), Kendall Schmidt (pistas: 1, 5, 7 & 10)
- Producción y programación - Nick Furlong* (pistas: 3 & 10)
- Programador - Will Ventres (pistas: 3, 4, 6 & 9)
- Cuerdas - Andrew Migliore (pistas: 10), Drew (No Love) (pistas: 10), Tim Snider (pistas: 7 & 8)

## Historial de Lanzamiento
| Región   | Fecha                    | Formato(s)                  | Versión  | Ref.         |
| -------- | ------------------------ | --------------------------- | -------- | ------------ |
| Varios   | 2 de junio de 2023       | Descarga digital, streaming | Standard | [ 18 ]       |
| Alemania | 17 de agosto de 2023     | CD                          | Standard | [ 19 ]       |
| Varios   | 18 de agosto de 2023     | CD                          | Standard | [ 8 ]        |
| Alemania | 21 de septiembre de 2023 | LP                          | Standard | [ 20 ]       |
| Varios   | 22 de septiembre de 2023 | LP                          | Standard | [ 9 ] [ 21 ] |
| Varios   | 10 de noviembre de 2023  | Descarga digital, streaming | Deluxe   |              |